# 707
707 (DCCVII) var ett normalår som började en lördag i den julianska kalendern.

## Händelser

### Okänt datum
- Bysantinska riket förlorar Balearerna till morerna.
- Gemmei blir kejsarinna av Japan.

## Födda
- Abd al-Rahman al-Awza'i, muslimsk lärd.

## Avlidna
- 18 oktober – Johannes VII, påve sedan 705.